# Paulino Buchens
Paulino Buchens Adrover (Palma de Mallorca, 18 de agosto de 1944-3 de julio de 1999) fue un político español, alcalde de Palma de Mallorca entre 1976 y 1979. Ha sido el primer alcalde electo democráticamente tras el fallecimiento de Francisco Franco.
Entre las obras que se realizaron durante su mandato destaca el Parque del mar.